# Ohnmacht Mariens (Saint-Mihiel)

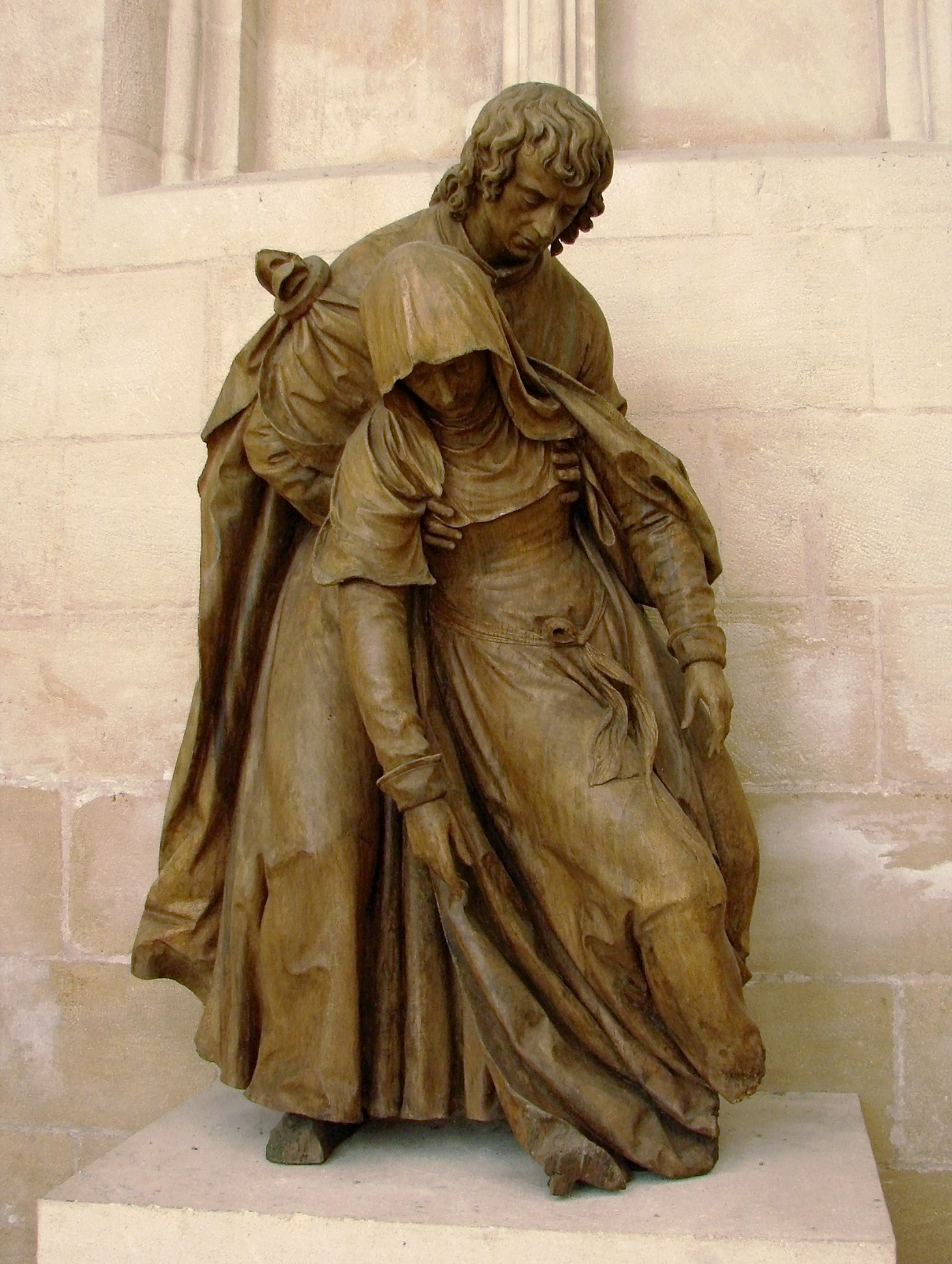
Skulptur Ohnmacht Mariens in Saint-Mihiel

Die Skulpturengruppe Ohnmacht Mariens in der ehemaligen Abteikirche St-Michel in Saint-Mihiel, einer französischen Stadt im Département Meuse in der Region Grand Est, wurde 1531 geschaffen. Im Jahr 1897 wurde die Skulpturengruppe als Monument historique in die Liste der geschützten Objekte (Base Palissy) in Frankreich aufgenommen.
Die 1,70 Meter hohe Skulptur aus Walnussholz war Teil eines Calvaire mit neun Personen, der sich in der Kirche befand. Die fehlenden Teile des Calvaire verbrannten während der Revolution. 
Das ursprünglich polychrome Werk wurde von dem Bildhauer Ligier Richier geschaffen, der um 1500 in Saint-Mihiel geboren wurde. Die Skulptur zeigt, wie der Apostel Johannes die in Ohnmacht gefallene Maria unter den Armen hält, damit sie nicht zu Boden fällt. Die langen Mäntel der beiden Personen sind durch ihre Bewegungen ausgebreitet. 
Eine Grablegungsszene von Ligier Richier befindet sich in der ehemaligen Stiftskirche St-Étienne in Saint-Mihiel.